# Elfa Secioria
Elfa Secioria Hasbullah (ur. 20 lutego 1959 w Garut, zm. 8 stycznia 2011 w Dżakarcie) – indonezyjski kompozytor i pedagog muzyczny.
W trakcie swojej kariery był odpowiedzialny za wypromowanie wielu artystów indonezyjskiej sceny muzycznej, są wśród nich m.in. Yana Julio, Agus Wisman, Lita Zen, Uci Nurul, Rita Effendy, Hedi Yunus i Sherina. Był również twórcą wybitnej formacji wokalnej Elfa’s Singers (zał. 1987).
23 marca 2011 r. otrzymał nagrodę Nugraha Bhakti Musik Indonesia (NBMI) od stowarzyszenia PAPPRI (Persatuan Artis Penyanyi, Pencipta Lagu, dan Penata Musik Rekaman Indonesia) oraz przyznawaną przez rząd indonezyjski nagrodę Anugerah Kebudayaan w kategorii sztuki. W tym samym roku otrzymał również nagrodę AMI (Anugerah Musik Indonesia) za całokształt dorobku artystycznego – Legend Award.